# Spencer (Virginia Occidentale)
Spencer è un comune degli Stati Uniti d'America, nella contea di Roane nello Stato della Virginia Occidentale.